# 生物年代
生物年代（biochron)一词源自希腊语的“生物”（bios）生命和“时空”（khronos）时间，是由生物地层带表示的时间长度。生物年代是以具有时间段特征的化石生物或分类群所命名。

### 备注
1. ↑  . ResearchGate.   [May 10, 2017] （英语）.